# The Return of Doctor Mysterio
The Return of Doctor Mysterio (traducido literalmente como El regreso del Doctor Mysterio) es el título de un especial navideño de Doctor Who, el duodécimo especial navideño desde el regreso de la serie en 2005, y el único episodio que se emitió de Doctor Who en todo el año 2016, justo doce meses después del anterior especial navideño, Los maridos de River Song. En él Matt Lucas, que ya apareció como secundario en el especial anterior, volvió a aparecer, esta vez como acompañante del Duodécimo Doctor, interpretado por Peter Capaldi. Protagonizan también el episodio Justin Chatwin y Charity Wakefield.

## Argumento
Es Nueva York en la noche de Navidad. Tras quedar colgado por accidente frente a una ventana de un piso 50, el Doctor conoce a un niño de ocho años llamado Grant (Logan Hoffman), quien le confunde con Papá Noel. Grant le ayuda a volver al tejado y seguir trabajando en un artefacto que estaba preparando. Grant está resfriado y cuando le cuenta esto, el Doctor, que ya se ha presentado al niño de esta forma, le da una gema y un vaso de agua para que se los sostenga mientras hace unos ajustes. El niño confunde la gema con una medicina y se la traga. No es una gema ordinaria, sino que tiene el poder de, a través de la mente del usuario, otorgarle cualquier cosa que desee. Y así el niño, que es un fanático de los cómics, se transforma en un superhéroe. El Doctor le hace prometer que nunca jamás usará esos poderes.
24 años más tarde, Grant (Justin Chatwin) es un joven que trabaja como canguro cuidando al hijo de Lucy (Charity Wakefield), una amiga periodista. El Doctor, que ahora viaja con Nardole (Matt Lucas), a quien devolvió su cuerpo tras su experiencia anterior (Los maridos de River Song) vuelve a Nueva York y descubre una trama de alienígenas ladrones de cuerpos que pretenden conquistar el mundo. Al mismo tiempo conoce a "el Fantasma", un superhéroe que protege la ciudad, y no tarda en comprender que se trata de Grant, que ha roto su promesa de no utilizar nunca sus poderes.

### Continuidad
- Al principio del episodio, el Doctor está construyendo un dispositivo para reparar las paradojas que se crearon tras su visita anterior a la ciudad en Los ángeles toman Manhattan.[1][2]
- Cuando el Doctor se queja porque Grant ha roto su promesa de no usar nunca sus poderes, Nardole le recuerda que él ha roto la ley de los Señores del Tiempo de nunca interferir en los asuntos de otras personas, culturas o civilizaciones.[3]
- Tanto el Doctor como Nardole mencionan la larga noche de 24 años que el Doctor pasó con River Song (Los maridos de River Song) y su inmediatamente posterior muerte en la biblioteca (El bosque de los muertos).

## Emisión y recepción

### Recepción de la audiencia
El episodio tuvo una audiencia nocturna de 5,8 millones de espectadores en Reino Unido, siendo el séptimo programa más visto del día de Navidad.

### Recepción de la crítica
El Daily Telegraph hizo una crítica positiva, dándole al episodio 5 estrellas sobre 5, y diciendo que se trató de "una broma con sabor nostálgico y un toque intergeneracional". Andrew Billen para el Times, le dio al programa cuatro estrellas sobre cinco y dijo que Capaldi estaba en su mejor forma y que Nardole (Matt Lucas) "le añadió un brío de pantomima a un episodio que ya era exuberante".

## Publicaciones comerciales
El episodio se publicará en DVD y Blu-ray en Reino Unido el 23 de enero de 2017.